# Pleurothallis inaequalis
Pleurothallis inaequalis är en orkidéart som beskrevs av John Lindley. Pleurothallis inaequalis ingår i släktet Pleurothallis och familjen orkidéer. Inga underarter finns listade i Catalogue of Life.